# Међународни дан сећања на трговину робљем и њено укидање
Међународни дан сећања на трговину робљем и њено укидање (енгл. International Day for the Remembrance of the Slave Trade and its Abolition) је међународни дан који се обележава 23. августа сваке године, дан који је Унеско одредио у знак сећања на атлантску трговину робљем.
Тај датум је изабран усвајањем резолуције 29 Ц/40 од стране Генералне конференције организације на својој 29. седници. Циркуларом ЦЛ/3494 од 29. јула 1998. године, генерални директор је позвао министре културе да промовишу овај дан. Датум је значајан јер је у ноћи између 22. августа и 23. августа 1791. на острву Сент Доминиг (сада познатом као Хаити) почео устанак који је покренуо догађаје који су били главни фактор у укидању атлантске трговине робљем.
Државе чланице Унеска организују догађаје сваке године на тај датум, позивајући на учешће младе људе, просветне раднике, уметнике и интелектуалце. Као део циљева међукултуралног Унеско пројекта „Пут робова“, то је прилика за колективно препознавање и фокусирање на „историјске узроке, методе и последице“ ропства. Поред тога, поставља основу за анализу и дијалог о интеракцијама које су довеле до међуатлантске трговине људским бићима између Африке, Европе, Америке и Кариба.

## Прославље празника у оквиру различитих земаља
Међународни дан сећања на трговину робљем и њено укидање први пут је обележен у Хаитију 23. августа 1998. и Сенегалу 23. августа 1999. године. Организован је низ културних догађаја и дебата.

### Француска
Године 2001. Музеј штампаног текстила (фр. Museé de l'impression sur étoffes) у Милузу водио је радионицу тканина под називом „фр. Indiennes de Traite“ (врста калика) која се користила као валута у трговини за Африканце.

### Уједињено Краљевство

#### Ливерпул
Национални музеји Ливерпула и црна заједница у Ливерпулу одржавају догађаје у знак сећања на Дана сећања на ропство од 1999. Ливерпулска иницијатива за сећање на ропство – партнерство између Националних музеја Ливерпула, појединаца из црне заједнице Ливерпула, Градског већа Ливерпула, Ливерпулске културне компаније и Мерзи партнерства – основана је 2006. године да води организацију догађаја. Међународни музеј ропства у Ливерпулу отворио је своја врата 23. августа 2007.Шетња сећања кроз град почела је 2011. коју од 2013. води др Ги Волкер. Рута пролази поред места Старог пристаништа где су били усидрени и поправљани бродови робова, а завршава се у згради Др Мартин Лутер Кинг млађи где је затворена церемонијом Либације у Алберт Доку.

#### Лондон
Национална меморијална служба сећања на ропство одржана је 21. августа 2016. на Трафалгар скверу. Национални поморски музеј у Гриничу је домаћин годишње комеморације 23. августа која се завршава тихом церемонијом на обалама реке Темзе.

## Остали међународни празници
Остали упоредиви међународни празници укључују: 
- Међународни дан сећања на жртве Холокауста - 27. јануар
- Међународни дан борбе против расне дискриминације - 21. март
- Међународни дан сећања на жртве ропства и трансатлантске трговине робљем - 25. март
- Међународни дан толеранције - 16. новембар
- Међународни дан укидања ропства - 2. децембар

Упоредљиве међународне године и деценије: 
- Међународна година сећања на борбу против ропства и његовог укидања - 2004. година
- Међународна година за људе афричког порекла - 2011. година
- Међународна деценија за људе афричког порекла - 2015. до 2024. година